# Мормонізм і жінки
Статус жінки в мормонізмі був джерелом громадських дебатів ще до смерті Джозефа Сміта у 1844 році. Різні деномінації в рамках руху Святих останніх днів обирали різні шляхи щодо жінки та її ролі в церкві та суспільстві. Погляди варіюються від повного рівного статусу та висвячення жінок у священики, як це практикується Спільнотою Христа, до патріархальної системи, яку практикує Церква Ісуса Христа Святих Останніх Днів (Церква СОД), до ультрапатріархальної множини системи багатоженства, яка практикується Фундаменталістичною церквою Ісуса Христа Святих Останніх Днів (Церква ФСОД) та іншими фундаменталістичними групами мормонів.

## Визначення жінок
Церква СОД не визнає трансжінок жінками, визначаючи стать як «біологічну стать при народженні». Церква вчить, що якщо людина народилася інтерсексною, рішення про визначення статі дитини залишається за батьками під керівництвом медичних працівників, і що такі рішення можуть бути прийняті при народженні або можуть бути відкладені до медичної необхідності.

## Жінки в історії Церкви
Розповіді про історію мормонів дев'ятнадцятого та початку XX століття часто нехтували роллю жінок у заснуванні релігії. В історії 1872 року Піднесення, розвиток і подорожі Церкви Ісуса Христа Святих Останніх Днів не згадується жодна жінка. У знаменитій семитомній історії Б. Х. Робертса «Історія Церкви Ісуса Христа Святих останніх днів» згадується лише кілька жінок. Помітним винятком із цього став історик 19-го століття Едвард Таллідж, який, за словами Клаудії Бушман, «був самотнім мормонським істориком-феміністом до пожвавлення жіночого руху в 1970-х роках». Однак деякі жінки виконували важливі ролі другого плану; наприклад, дружина Джозефа Сміта, Емма Гейл Сміт, служила писаркою під час перекладу Книги Мормона і була предметом одного з ранніх одкровень церкви, яке включало вказівку скласти перший церковний гімн. Емма Сміт також була головою Товариства допомоги, спочатку самоврядної жіночої організації в церкві, яка є однією з найстаріших і найбільших жіночих організацій у світі.

### Мормонізм і суфражизм
У світській сфері територія Юта була в авангарді виборчого права жінок; у 1870 році він став одним із перших штатів чи територій у Союзі, який надав жінкам право голосу, хоча федеральний уряд позбавив жінок права голосу у 1887 році за допомогою Закону Едмундса-Такера . Освіта та наука також були головною турботою для мормонських жінок. Були розпочаті релігійні місії, як-от місія Батшеби В. Сміт у південній Юті, щоб проповідувати «права жінки».  Журнал Woman's Exponent, неофіційне видання Товариства допомоги, опублікував редакційну статтю 1920 року на користь «рівних прав перед законом, рівної оплати за рівну працю [і] рівних політичних прав», заявивши, що місце жінки є не просто «в дитячій», а «в бібліотеці, лабораторії, обсерваторії». У 1875 році президент Товариства допомоги Еммелін Б. Веллс сказала, що «жінки повинні говорити самі за себе, і якщо це вважається мужнім, це має бути добре, оскільки якщо чоловіки є вищими, стати більш мужніми має бути бажаним».
Юта кінця 19-го століття також мала найліберальніші закони про розлучення в США того часу. Закони були вигідні жінкам: кожна жінка, яка наполягала на розлученні, його отримувала. Одна з дружин Бригама Янга розлучилася з ним і почала прибуткову кар'єру ораторки. Рівень розлучень у штаті Юта наприкінці 19-го століття наближався до 30 %. Цей рівень був завищений людьми з інших штатів, які шукали легкого розлучення в Юті. У 1896 році Марта Гьюз Кеннон була першою жінкою в країні, обраною до сенату штату.

### Рукопокладання і священство
У ранній церкві жінки іноді покладали руки на іншу людину, щоб дати їй особливе «жіноче благословення». Петті Бартлетт Сешнс записувала, як давала та отримувала благословення від інших жінок у своїй роботі акушеркою, як і Луїза Барнс Пратт у своєму житті піонерки та місіонерки. :153 Хоча ці «жіночі благословення» не надавалися в силу висвячення у священики, вони були нормальною частиною релігії того часу. :153 Очільниця Товариства допомоги Еліза Сноу вважала, що жінок не потрібно «відділяти», щоб виконувати храмові обряди чи пригощати хворих. Вона порадила жінкам довіряти особисті питання очільниці Товариства допомоги та її радницям, а не єпископам. Жінки також брали участь у Кворумі помазанців у ранній церкві.
Поточна політика Церкви СОД диктує, що акт благословення «шляхом покладання рук» повинен виконуватися лише тими, хто висвячені на посади у священстві Мелхіседека, які обіймають лише чоловіки. Однак есе 2015 року, опубліковане в розділі The Gospel Topics на вебсайті церкви, стверджує, що, хоча ані Джозеф Сміт, ані будь-який інший лідер церкви не висвячували жінок у священики, жінки справді здійснюють повноваження священства без рукопокладання.
Трансжінки можуть отримати священство, якщо вони не потребують медичної, хірургічної чи соціальної зміни, оскільки священство та храмові обряди призначаються відповідно до статі.

### Поправка про рівні права
За словами історика Ардіса Паршалла, у 1943 році жінки, які обіймали керівні посади в церкві СОД, підтримали поправку.
У 1970-х роках Церква Святих Христових виступила проти Поправки про рівні права. Церква СОД в Юті попросила, щоб 10 жінок з кожного приходу були присутні на Міжнародному році жінок Юти в 1977 році, щоб підтримати позицію церкви щодо Поправки про рівні права та інших жіночих проблем. 14 тисяч присутніх, переважно жінок-святих останніх днів, яких залучали до їхніх приходів, проголосували на трибунах, перш ніж почути їхню дискусію, і відхилили всі національні резолюції — навіть ті, які не обстоювали моральну позицію, протилежну позиції Церкви Святих Божих. У 1978 році церква СОД заохочувала 9 тисяч жінок-членів у великому Лас-Вегасі, штат Невада, висвітлювати свої околиці брошурами, що виступають проти поправки про рівні права, і закликала всіх членів голосувати. :636–637Невада не ратифікувала поправку. :637Соня Джонсон боролася проти церкви на підтримку поправки про рівні права і була відлучена від церкви; У листі про відлучення від церкви від грудня 1979 року стверджувалося, що Джонсона звинувачують у низці злочинів, включаючи перешкоджання всесвітній місіонерській програмі, пошкодження внутрішніх соціальних програм мормонів і навчання лжевчення. Також у 1979 році на форумі Аліси Рейнольдс було заборонено обговорювати поправку в читальному залі Аліси Рейнольдс в Університеті Бригама Янга; згодом клуб знайшов інше місце для зустрічей. :52

## Гендерні стереотипи та ролі
Езра Тефт Бенсон стверджував, що жінки мають такі якості, як вірність, доброзичливість і милосердя, які врівноважують «більш агресивну та змагальну природу чоловіка». Говорячи про жінок, які працюють у професіях, рівних чоловікам, Говард В. Гантер сказав: «Я сподіваюся, що ніколи не настане час, коли жінок опустять до рівня чоловіків, хоча вони, здається, висувають ці вимоги на зустрічах, що проводяться… всі по всьому світу.»

## Репродуктивні права
Церква СОД виступає проти абортів за бажанням, ґрунтуючись на вірі в „святість людського життя“. Церква дозволяє членам Церкви переривати вагітність у деяких рідкісних випадках. Згідно з офіційною заявою, „Церква допускає можливі винятки для своїх членів, якщо: вагітність стала результатом зґвалтування чи інцесту, або компетентний лікар визначає, що життя чи здоров'я матері знаходиться під серйозною загрозою, або компетентний лікар визначає, що плід має серйозні дефекти, які не дозволять дитині вижити після народження“. Далі в заяві йдеться: „Аборт — це дуже серйозна справа, і її слід розглядати лише після того, як зацікавлені особи проконсультуються зі своїми місцевими церковними лідерами та відчують через особисту молитву, що їхнє рішення правильне“. У заяві також уточнюється, що церква СОД не підтримує і не виступає проти конкретного законодавства чи публічних демонстрацій щодо абортів.
У минулому використання методів контрацепції, включаючи штучну контрацепцію, прямо засуджувалося лідерами Церкви СОД. Починаючи з липня 1916 року, цитувалися апостоли, які стверджували, що контроль народжуваності є „згубною доктриною“ і що „обмеження кількості дітей у сім'ї… є гріхом“. Нещодавно в 2003 році був опублікований церковний посібник, який містив цитату покійного президента церкви Спенсера В. Кімболла, який зазначав, що церква не „виправдовує і не схвалює“ заходів контрацепції, які значною мірою „обмежують сім'ю“. Поточна позиція церкви полягає в тому, що „рішення щодо контролю за народжуваністю та наслідки цих рішень приймаються виключно кожною подружньою парою“ і що вони повинні враховувати „фізичне та психічне здоров'я матері та батька та їх здатність забезпечувати основні життєві потреби“. для своїх дітей» при плануванні сім'ї. Церква «настійно не рекомендує» хірургічну стерилізацію, таку як вазектомія та перев'язка маткових труб, і заохочує членів Церкви звертатися до неї лише у випадку серйозних захворювань після обговорення з єпископом. Церковна страхова компанія Deseret Mutual Benefits Administrators, яка забезпечує страхування своїх співробітників, не покриває жодної форми контрацепції і покриває лише стерилізацію шляхом вазектомії або перев'язки маткових труб для пари, якщо жінка вже народила п'ятеро дітей або їй понад 40 років.

## Багатоженство
Статус жінок у Церкві Святих Христових був джерелом публічних дебатів, починаючи з 19-го століття, коли церква виявила суперечки з федеральним урядом США через практику полігамії. Багатоженство було введено в Церкву Ісуса Христа Святих Останніх Днів, коли Джозеф Сміт молився про множинний шлюб, як це практикувалося в Старому Завіті. Практика була заснована в церкві в 1831 році. Це тривало до 1890 року, коли Вілфорд Вудрафф отримав одкровення, відоме як «Маніфест», яке припинило множинний шлюб. Після Маніфесту багато груп і окремих осіб покинули церкву, щоб продовжити практику; однак ці групи сьогодні не пов'язані з церквою.
Хоча відомо, що деякі церковні лідери мають великі полігамні сім'ї, дві третини чоловіків, які практикували багатоженство в церкві, мали лише двох дружин. Жінки мали змогу розлучитися. Серед населення церкви в цілому, на піку свого розвитку, до 1870 року лише 25-30 % членів були частиною полігамних сімей. Незважаючи на юридичні та культурні проблеми, пов'язані з практикою полігамії мормонів, жінки 19-го століття відігравали значну роль громадських лідерок у культурі, політиці та доктрині святих останніх днів. Дехто вважає, що роль жінки в церкві 19-го століття є вершиною інституційної та лідерської участі жінок у церковній ієрархії.
Говорячи про полігамію, як правило, розглядаються лише дві крайнощі: «Мормонські жінки були або дуже повноважними агентами, або покірними шахрайками». Однак відзначати лише ці крайнощі означає ігнорувати те, що мормонські жінки вирішили брати участь у полігамії, та той факт, що це було частиною їхнього повсякденного життя. Багатоженство змусило багатьох жінок боротися зі своєю вірою, але також дозволило їм стати ближчими до Бога та укласти та дотримуватися завітів.
Жінки в полігамних стосунках того часу описували цей досвід як велике випробування, яке навчило їх самозречення. Багато з них були наверненими протестантками і вірили, що їхні страждання допомогли їм очиститися. :27Навіть коли така практика була встановлена, вона не завжди приймалася. Матері не рекомендували своїм дочкам вступати в множинні стосунки. Для багатьох рішення прийняти полігамію та практикувати її було болісним і важким процесом, який наблизив їх до Бога. Деякі жінки спочатку не погоджувалися на полігамію, і їм доводилося молитися, вивчати та ставити під сумнів цю практику, перш ніж отримати відповідь від Бога та прийняти її. Елізабет Грем Макдональд розглядала полігамію як форму дисципліни, яка вчить її підпорядковуватися Богові та своїй сім'ї. :28
Для деяких жінок, як-от Ганна Тепфілд Кінг, множинний шлюб був способом отримати найвищі благословення спасіння. Чоловік Кінг не був членом церкви, і хоча він навернувся, пара не змогла запечататися в храмі. Кінг був запечатаний до Бригама Янга, але лише на наступне життя. Вона залишалася одруженою зі своїм чоловіком протягом усього життя і ніколи не мала стосунків з Янгом, але змогла забезпечити собі благословення через полігамію, яких вона інакше не отримала б у цьому житті. Прийнявши полігамію, Едіт Турбін заявила: «Я хотіла б бути 20-ю дружиною шанованого богобоязливого чоловіка, ніж бути єдиною дружиною будь-кого з двох третин людей у світі».
У 2017 році суд Британської Колумбії (Канада) засудив двох мормонських священників за полігамію. Джеймс Олер мав п'ять дружин, а Вінстон Блекмор – двадцять чотири, також Вінстон Блекмор  визнав, що мав 145 дітей від різних дружин.

## Шлюб
У книзі Орсона Пратта 1852 року „Целестіальний шлюб“ він писав, що жінка не повинна одружуватися з чоловіком, якщо вона „не вирішила повністю підкоритися його пораді та дозволити йому керувати як голова“ :27а в статті 1972 року під назвою „Зберігайте своє місце як жінки“ президент церкви Гарольд Б. Лі заявив, що „дружина повинна підкорятися законам свого чоловіка“, але додав застереження „тільки якщо він підкоряється законам Бога“. На відміну від цього, Спенсер В. Кімбол сказав, що людина „головує“, а не „править“. :18Ранній пророк Бригам Янг сказав про своїх дружин: „Вплив моїх жінок на мене не більший, ніж дзижчання крил мухи взимку“. Він також робив відверто мізогінні заяви: „Жінка — найбрудніша істота, брудніша за чоловіка“, і „Чоловіки чесні, але якщо жінка не бреше, вона — диво“.
Спочатку члени першої церкви визначали полігамію як „целестіальний“ шлюб, але „целестіальний“ шлюб тепер відноситься до шлюбів, запечатаних у храмі. Після Маніфесту, який забороняє множинний шлюб, члени відчули, що не вистачає чоловіків-мормонів, щоб жінки могли вступити в шлюб, хоча їх було достатньо. Історія з Young Woman's Journal намагається зробити релігійний шлюб привабливим, описуючи його як романтичний.
Неодруженим жінкам Святих Церкви обіцяють, що якщо вони будуть вірними, вони матимуть можливість вступити в шлюб у загробному житті.
Жінки СОД, одружені з іншими жінками, можуть отримати церковну дисципліну, включаючи колишнє причастя. Щоб отримати церковні обряди, такі як хрещення, і відвідати церковні храми, жінки повинні утримуватися від сексуальних стосунків з іншими жінками. Крім того, згідно з церковним планом порятунку, лесбійкам, які не дотримуються целібату, не буде дозволено перебувати на верхньому ярусі небес, щоб отримати піднесення, якщо вони не покаються, а шлюб з чоловіком є вимогою для піднесення. Однак їм дозволено відвідувати щотижневі богослужіння. Політика церкви та поводження з ЛГБТ-людьми вже давно є джерелом суперечок як у церкві, так і поза нею. Вони також були значною причиною незгоди та невдоволення членів.

## Працелюбність та материнство
Сім'я: Проголошення світові стверджує, що „матері несуть головну відповідальність за виховання своїх дітей“, а стаття про жінок у церкві на офіційному вебсайті церкви стверджує, що жінки мають „більший дар і відповідальність за дім, діти та виховання там та в інших місцях“. Численні цитати з Генеральних авторитетів підтверджують твердження, що жінки принципово відрізняються від чоловіків не лише фізичним тілом, але й духовним складом. Гарольд Б. Лі говорив, що у жінок особлива „материнська інтуїція“.
Бригам Янг сказав: „Як я часто казав своїм сестрам у Товариствах жіночої допомоги, у нас тут є сестри, які, якби вони мали привілей вчитися, стали б такими ж хорошими математиками чи бухгалтерами, як і будь-який чоловік; і ми вважаємо, що вони повинні мати привілей вивчати ці галузі знань, щоб вони могли розвивати здібності, якими вони наділені. Ми віримо, що жінкам корисно не лише підмітати будинки, мити посуд, застеляти ліжка та виховувати дітей, але й що вони повинні стояти за прилавком, вивчати право чи фізику [медицину] або стати хорошими бухгалтерами та вміти робити бізнес у будь-якій лічильній палаті, і це для того, щоб розширити сферу їхньої користі на благо суспільства в цілому“. Багато жінок за часів Бригама Янга працювали; у 1874 році в Юті був поважний клас грамотних і професійних жінок і відвідувач зазначив, що жодна професія не була закрита для жінок :510. Після того як церква офіційно припинила полігамію, члени церкви прийняли більш загальний вікторіанський погляд на жіночу роботу, який обмежував жіночі ролі домом. До 1920 року церковні ідеали щодо жінок віддзеркалювали ідеали суспільства до 1960-х і 70-х, коли деякі лідери Церкви наполегливо не рекомендували (ймовірно, одруженим) жінкам працювати поза домом. Спенсер В. Кімбол сказав: „Численні розлучення можна простежити безпосередньо до дня, коли дружина покинула дім і пішла у світ, щоб працювати“. Гордон Б. Хінклі зробив надбавки для матерів-одиначок та інших жінок у подібних обставинах: „Я визнаю […], що є деякі жінки (насправді їх стало дуже багато), які змушені працювати, щоб задовольнити потреби своїх сім'ї. Я кажу вам: робіть усе можливе“. У статті Ліягони 1986 року підкреслювалося, що чоловік і дружина поділяють відповідальність за матеріальні потреби своїх дітей і що кожна сім'я з молитвою вирішить, чи піде мати на роботу. Мормонки мали відкинути світські цінності індивідуальності та присвятити себе вічній жіночій ролі шлюбу, материнства та покірності.
Послання провідників Церкви щодо жінок, які працюють, було відображено в програмі домашньої роботи Товариства допомоги. Протягом 1950-х уроки Товариства допомоги писали кар'єрні жінки, які збалансували домашнє життя та роботу. :208Кожен урок містився з іменем автора, що дозволяло читачкам підібрати назву до навчальної програми. Однак до 1970-х років Церква припинила уроки, написані окремими особами, і використання підписів авторів. :208Тоді уроки Товариства допомоги були створені як послання від Церкви в цілому, „не надаючи окремої моделі професіоналки, яку б інші могли знати та наслідувати“. :208
Одне дослідження 1990 року, проведене Лоуренсом Яннакконе, показало, що, починаючи з 1963 року, заяви лідерів церкви були дуже різними щодо жіночих тем. Після виступу Езри Тефта Бенсона „До матерів Сіону“ у 1987 році, який закликав жінок не працювати поза домом, багато жінок залишили роботу, а деякі жінки, які відвідували УБЯ, задумалися, чи варто їм продовжувати навчання. Тодішній президент УБЯ Джеффрі Р. Голланд заявив, що УБЯ особливо вітає жінок і заохочує до особистого вивчення та одкровення про те, як слідувати церковним настановам. :1244Те саме дослідження виявило, що коли Церква підтверджувала нові статеві ролі, кількість живих ендавментів зросла (ознака відданого нового членства), але кількість ендавментів для померлих зменшилася (ознака відданої, досвідченої діяльності членів). Він також виявив протилежне; оскільки Церква підтверджує традиційні ролі, кількість ендавментів при живих зросла і кількість ендавментів для померлих. :1244
У 2000-х серед жінок мормонок стало популярним відеоблогерство, в основному про домашнє хазяйство та виховання, яке дає можливість заробляти, при цьому не полишаючи піклування про родину. Найбільш відомою влогеркою була Рубі Франке з її ютюб-каналом "Вісім пасажирів", який мав більше 2 млн підписників. У 2024 році Франке  засудили до чотирьох послідовних термінів ув'язнення від 1 до 15 років за жорстоке поводження з дітьми. Її дві сестри також мають канали на Ютюб.

## Одяг
Бригам Янг сказав, що жіночий одяг має відображати, що вони відокремлені від світу. Одного разу він зібрав своїх дочок і заявив, що вони надто поспішно стежать за модою „світу“, і наполягав на тому, щоб вони змінили свою манеру одягатися. Його старші доньки почали розпускати вузькі спідниці, коли збиралися побачити батька, щоб зробити свою метушню менш помітною. Янг попросив їх зовсім перестати носити баштан і благав їх зменшити легковажність своєї зовнішності, щоб подати приклад для наслідування решті жінок-членів церкви.
Після того, як Джозеф Ф. Сміт поскаржився на непристойність одягу деяких жінок СОД, Емі Браун Ліман очолила Товариство допомоги, YLMIA та Початкове товариство у виданні вказівок щодо одягу для мормонських жінок у 1917 році. Члени не чітко дотримувалися цих вказівок. У 1951 році старійшина Спенсер В. Кімбол виголосив промову „Наш власний стиль: скромність в одязі та її зв'язок із церквою“, яка була передрукована в Church News і визначила скромність для мормонів у другій половині 20-го століття. Кімбол сказав, що жінки-святі останніх днів повинні мати власний унікальний стиль, який не включатиме сукні без бретелей, шорти, облягаючі светри або сукні з декольте або спиною. Одразу після розмови багато жінок змінили свій гардероб відповідно до вказівок Кімболла та назвали свій гардероб „кімбалізованим“, але церква не видала офіційних стандартів одягу. У 1957 році Асоціація взаємного вдосконалення опублікувала брошуру про скромність у цілому. Він радив жінкам не „виставляти напоказ свою фігуру“, а також підкреслював скромність у мові та поведінці. Колонка „Ера вдосконалення“ 1959 року радила дівчатам-підліткам тримати свій одяг чистим і випрасуваним.
У 1960-х роках контркультурний рух почав впливати на одяг мормонської молоді. Популярними стали короткі спідниці, бороди та довге волосся для чоловіків, брудний одяг. Побоюючись, що мода контркультури негативно вплине на мораль, лідери почали суворіше рекомендувати дрес-код. Чоловіки отримали вказівки уникати довгого волосся та бороди через їх зв'язок із контркультурою; стандарти жіночого одягу були створені, щоб захистити їх чесноти. Особливо мініспідниця була засуджена як немодна та нескромна. Скромна риторика церкви в 1960-х і 70-х роках також заохочувала жінок одягатися жіночно, особливо коли андрогінний стиль став більш популярним. Більш жіночний стиль одягу був пов'язаний із прийняттям традиційних жіночих гендерних ролей 1950-х років.
У 1965 році було опубліковано першу брошуру Заради зміцнення молоді, і перше президентство заохочувало молодь та їхніх батьків дотримуватися його правил. Він передбачав спідниці, які закривали колінні чашечки, і забороняв одяг з низьким вирізом, без бретелей і з низькою спиною. Він заохочував жінок „завжди намагатися виглядати жіночно“ і заявляв, що брюки (а не спідниці чи сукні) підходять лише для походів та інших видів спорту. У брошурі „Заради зміцнення молоді“ 1968 року засуджувався брудний і неохайний одяг і говорилося, що жінки не повинні з'являтися на людях із закрученим на бігуді волоссям. У 1972 році брошура була змінена, щоб спідниці були „скромної довжини“. У 1971 році Даллін Х. Оукс опублікував офіційний дрес-код для Університету Брігама Янга, який дозволяв жінкам носити брючні костюми, але ніяких інших штанів. Джинси були дозволені в 1981 році, а шорти до коліна — в 1991 році. У 2000 році була додана спеціальна заборона на татуювання та кілька сережок. Починаючи з 1977 року сестри-місіонерки також отримували спеціальні настанови щодо професійного одягу. У 1980 році церква опублікувала дрес-код для своїх співробітниць, згідно з яким не можна було носити брючні костюми.
Пошук скромних суконь, шортів і купальників є проблемою для деяких жінок Святого Духа. Перша палата La Canada в Каліфорнії пошила собі скромні купальники в 1976 році Одна група молодих жінок СОД у Канзасі працювала з Nordstrom, щоб запропонувати ідеї скромних суконь, зібравши понад 9000 підписів жінок на підтримку надання більш скромних суконь.
У 2012 і 2013 роках деякі жінки СОД взяли участь у акції „Одягніть штани до церкви“, під час якої вони носили штани до церкви замість звичайних суконь, щоб заохотити гендерну рівність у церкві. У 2012 році взяли участь понад 1000 жінок.
У 2017 році церква оголосила, що її співробітниці можуть носити „професійні брючні костюми та слакси“ під час роботи; раніше були потрібні сукні та спідниці.
У 2018 році було оголошено, що місіонерки церкви можуть носити брюки, окрім випадків відвідування храму та під час недільних богослужінь, служб хрещення та конференцій керівництва місією та зональних конференцій.
Поточна брошура „Заради зміцнення молоді“ для молоді СОД визначає скромні стандарти одягу для молодих жінок: „Молоді жінки повинні уникати коротких шортів і коротких спідниць, сорочок, які не прикривають живіт, і одягу, який не прикриває плечей або є низьким, розрізу спереду чи ззаду“. Памфлет також радить жінкам носити лише одну пару сережок. Жінки, які пройшли через храмовий ендавмент і носять храмовий одяг, і їхній одяг повинен покривати їхній одяг, який покриває плечі, середину живота та стегна. Деякі члени вважають, що коли лідери наголошують на скромному вдяганні молодих жінок, вони лише наголошують на сексуалізації жіночих тіл і заохочують жінок оцінювати одна одну за їхнім зовнішнім виглядом. Інші члени вважають, що скромний одяг є першим захистом від аморальності, і що скромний одяг допоможе людям поводитися скромно.
Трансжінкам радять одягатися та виглядати як чоловіки, а також повідомляють, що ті, хто переходить у соціальний стан, зазнають певних обмежень щодо членства в Церкві протягом цього переходу.

## У храмі

### Менструація
У грудні 1866 року Бригам Янг порадив жінкам зачекати тиждень після початку менструації, перш ніж брати участь у ендавменті.
Деякі храми в 2012 році все ще не дозволяли жінкам виконувати хрещення за померлих під час менструального періоду, незважаючи на офіційну політику протилежного. Феміністські мормонські домогосподарки розпочали проект, щоб задокументувати, які храми не дозволяють жінкам із менструацією виконувати хрещення, і після того, як Salt Lake Tribune повідомила цю історію, церква СОД додатково роз'яснила політику, згідно з якою жінкам із менструацією дозволяється виконувати хрещення за померлих.

### Ендавмент
Політика 1936 року забороняла жінкам, чиї чоловіки не були обдаровані, отримувати власний ендавмент, незалежно від того, чи були їхні чоловіки членами церкви чи ні. Нібито причиною заборони було збереження миру та злагоди в домі. Поступово політика змінилася, спочатку щодо жінок, чиї чоловіки були членами церкви, а потім 12 лютого 1986 року, для всіх жінок, чиї чоловіки не мали ендавменту, за умови, що вони мають згоду своїх чоловіків.
У храмовому ендавменті жінок закликали бути кожною жрицею „для свого чоловіка“, а чоловікам було обіцяно, що вони будуть священиками для Бога; але в січні 2019 року це було вилучено з процесу ендавменту відповідно до інших змін, які містили більше рядків для Єви в їхньому ритуальному виконанні Книги Буття. Також у 2019 році в листі від Першого Президентства церкви було зазначено, що „закривати обличчя ендавментованої жінки перед похованням необов'язково“. Це було потрібно раніше. Далі в листі говорилося, що таке покривання „може бути здійснене, якщо сестра виявила таке бажання за життя. У випадках, коли бажання померлої сестри з цього приводу невідомі, слід проконсультуватися з її родиною“. Того ж року було припинено покривати жінок під час частини церемонії дарування храму.

### Молитовні гуртки
У сучасній храмовій практиці святих останніх днів ритуал ендавменту включає молитовне коло, де деякі учасники стають у коло і повторюють молитву, яку дає одна особа. Жінки вперше були включені до церемонії 28 вересня 1843 року Після 1846 року було рідко, щоб жінки брали участь у молитовних колах без своїх чоловіків. Під керівництвом Елізи Р. Сноу деякі жінки створили молитовні гуртки лише для жінок. У 1896 році перше президентство порадило не створювати молитовних гуртків Товариства допомоги, але деякі Товариства допомоги продовжували цю практику. У 1978 році Перше Президентство припинило всі молитовні гуртки, крім тих, що проводилися в храмі як частина ендавменту. Оскільки члени молитовних кіл повинні були бути затверджені першим президентством, продовжуючи цю традицію у всесвітній церкві, створеній для громіздкої паперової роботи.

## Церковна діяльність
У церковному відношенні Церква СОД твердо віддана традиційним гендерним ролям. Жінки мають певний рівень повноважень у деяких сферах, включаючи керівні посади з повноваженнями над дітьми та іншими жінками, хоча ці лідерки отримують нагляд і керівництво провідників-чоловіків, які мають священство.
Жінки наділені «владою священства, але не висвячуються в сан священства. Хоча жінки не вважаються священнослужителями, жінки відіграють значну роль у роботі місцевих конгрегацій, проводячи уроки для дорослих, підлітків і дітей та організовуючи соціальну, освітню та гуманітарну діяльність. Жінки також можуть служити місіонерками, а кілька обраних можуть виконувати певні обряди, такі як обмивання та помазання від імені жінок у церковних храмах.
Жінки, які зробили аборт (за винятком випадків зґвалтування, інцесту або коли життя вагітної знаходиться під загрозою), зазвичай не допускаються до місіонерського служіння, як і жінки, які народили дитину поза шлюбом, і жінки до 40 років, що були розлучені.
6 жовтня 2012 року президент Церкви Томас С. Монсон оголосив, що всі чоловіки-місіонери, незалежно від нації, можуть служити з 18 років. До оголошення членам з деяких країн було дозволено служити з молодшого віку, щоб уникнути конфлікту з освітніми чи військовими вимогами. Було також оголошено, що молоді жінки можуть служити, починаючи з 19 років замість 21. Місії зазвичай тривають два роки для чоловіків, 18 місяців для жінок і від 1 до 3 років для літніх пар.
Крім років, починаючи з 1967 до 1978, жінкам було дозволено молитися на причасних зборах. Жінки-лідерки регулярно виголошували проповіді на генеральній конференції церкви, яка проходила раз на півроку, але лише в 2013 році жінку запросили помолитися під час генеральної сесії конференції.
Опитування, проведене в 2012 році серед 500 мормонів у США, показало, що якщо вони були одружені з чоловіком, який є членом Церкви Святих Церкви, чоловіки та жінки мали однакові рівні церковної діяльності. Майже половина опитаних чоловіків погодилися, що добрий святий останніх днів повинен слухатися, не знаючи чому, тоді як лише 31 % жінок погодилися. Близько 20 % жінок СОД вважають, що „жінки не мають достатнього голосу в церкві“.
У 2019 році було оголошено, що будь-яка охрещена жінка може служити свідком для хрещення живої людини поза храмом, а будь-яка жінка, яка має діючу храмову рекомендацію, включно з рекомендацією для обмеженого використання, може бути свідком для хрещення за довірою для померла особа, і будь-яка жінка, яка була ендавментованим членом із поточною храмовою рекомендацією, могла служити свідком обрядів запечатування, живою та довіреною особою.

## Зміни XX та XXI століть у церковній політиці щодо жінок
Перше Президентство зробило Товариство допомоги допоміжним органом церкви, позбавивши їх незалежного фінансового статусу в 1970 році У 1977 році член Першого Президентства Н. Елдон Таннер сказав на зборах церковних лідерів, що президентство Товариства допомоги слід вважати партнером Мелхиседекового священства.
Інші події під час президентства Спенсера В. Кімбола включали визнання просування молодих жінок у класі на причасних зборах, а в 1978 році Перше Президентство та Кворум Дванадцятьох Апостолів випустили політику, яка схвалювала молитовність жінок на причасних зборах. Жінкам було заборонено молитися на причасних зборах з 1967 по 1978 рік У 1980 році генеральних президентів Товариства допомоги, Товариства молодих жінок і Початкового товариства було запрошено сісти на трибуну разом із представниками чоловічої статі під час генеральної конференції . У 1984 році жінка виступила на генеральній конференції вперше з 1930 року. Відтоді жінки виступали на кожній генеральній конференції. У 1978 році було додано сесію конференції спеціально для жінок, спочатку за два тижні до жовтневої генеральної конференції, яку пізніше змінили на тиждень до неї.  На квітневій генеральній конференції 2013 року жінки вперше молилися.
У 1978 році єпископу в передмісті Бостона було роз'яснено політику, згідно з якою жінкам не дозволялося бути президентом Недільної школи. Також у 1978 році Еліс Колтон Сміт, член Генеральної ради Товариства допомоги, зауважила в листі до Леонарда Дж. Аррінгтона, що жінкам колись дозволялося приєднуватися або бути спостерігачами під час благословення своєї дитини, але тепер це рідко дозволено це робити. У 1975 році церква СОД дозволила Морін Урсенбах Бічер продовжувати працювати в історичному відділі після народження дочки. Раніше політика церкви полягала в припиненні роботи новоспечених матерів; після консультації зі своїм юридичним радником церква змінила свою політику, щоб дозволити жінкам-працівницям продовжувати працювати після кількох тижнів декретної відпустки. :243–244
Університет Бригама Янга (BYU), провідний навчальний заклад Церкви СОД, вніс кілька змін у свою політику щодо жінок. У 1975 році чотирирічну президентську стипендію з повною оплатою навчання та пансіонату було змінено, а не лише для чоловіків, а для чоловіків і жінок. BYU заснував Жіночий науково-дослідний інститут у 1978 році. Серед його директорів за 21 рік існування була Марі Корнуолл. Наприкінці 2009 року УБЯ реструктурував свої Програми жіночих досліджень, вивільнивши більше грошей на дослідження жіночих питань, звільнивши штат інституту, помістивши неповнолітній відділ жіночих досліджень на кафедру соціології, таким чином розподіливши всі гроші, які були розподілені між дослідженнями та персоналом безпосередньо на витрати на дослідження.
У 2013 році церква відкоригувала керівну раду у своїх місіях, включивши більшу роль для дружини президента місії та створивши нову роль, яка називається «лідерка навчання сестер». Нова рада керівництва місією розширює використання рад для управління церквою на кожному рівні. Також у 2013 році жінками СОД, які підтримали поширення священицьких свячень на жінок, була заснована організація «Освячення жінок». 1 листопада 2013 року церква оголосила, що, починаючи з 2014 року, загальні жіночі збори, які проводитимуться Товариством допомоги, молодими жінками та організаціями Початкового товариства, будуть проводитись у зв'язку з її генеральними конференціями, які проводяться раз на два роки. У 2015 році церква вперше призначила жінок до своїх виконавчих рад. Церква призначила Лінду К. Бертон, президента Товариства допомоги, Розмарі Віксом, президента Початкового товариства, і Бонні Л. Оскарсон, президента Організації молодих жінок, до трьох церковних рад високого рівня (по одній жінці на кожну).

## Мормонський фемінізм
Мормонський фемінізм — це феміністичний рух, який займається роллю жінок у мормонізмі. Мормонські феміністки виступають за більш важливе визнання Небесної Матері, висвячення жінок, гендерну рівність і соціальну справедливість, засновану на мормонській теології та історії. Сучасна форма руху має коріння, що сягають заснування мормонізму, включаючи в основному незалежну діяльність жіночого Товариства допомоги, благословення священства жінками в ранній церковній історії та рух жінок за виборче право на заході США.

## Релігійно значимі жінки

### Небесна Мати
Поряд із просуванням прав жінок у світській сфері, жінки в Юті, як-от відома поетеса Еліза Р. Сноу, говорили про рівність жінок у священних справах. Це включало розвиток теології Небесної Матері. Джозеф Сміт обговорював вчення про Небесну Матір ще в 1840-х роках. Ідея Небесної Матері розширилася до люблячої матері, яка відправила кожного з нас у подорож на цю землю і яка знову прийме нас до себе після смерті. Як написано у віршах мормонських авторів, „[Небесна Мати] спостерігає за ключовими моментами для окремих душ у мормонському прогресивному плані спасіння“. Ці ідеї висловлювалися на початку 1800-х років. Сьогодні церковні лідери продовжують згадувати Небесну Матір, хоча рідше та прикрашено, ніж у ранній церковній історії. Ніл А. Максвелл підтвердив ідеї повернення додому, висловлені в поезії Сноу про Небесну Матір, сказавши: „Чи могло б бути можливим таке царствене повернення додому без попередніх домовленостей Небесної Матері?“
У 1970-х і 1980-х роках члени церкви почали писати міркування про Небесну Матір і навіть молитися їй на зібраннях. У 1980-1990-х роках церква припинила цю практику. Були публікації, зроблені в Dialogue протягом цього періоду часу, які припускали, що Небесна Матір є Святим Духом. У 2015 році в розділі „Євангельські теми“ на веб-сайті церкви було опубліковано есе, в якому розглядалися висловлювання про Небесну Матір за 171 рік.

### Єва
Мормонізм відкидав доктрину Августина про первородний гріх, яка стверджувала, що людство успадковує гріх Адама і Єви, коли вони з'їли заборонений плід. Історично в цьому гріху звинувачували Єву, і вважалося, що це джерело покірного та залежного стану жінок. У другій Улозі віри руху сказано: „Ми віримо, що люди будуть покарані за власні гріхи, а не за провину Адама“.

## Інакомислення
Всередині та поза межами церкви є меншість жінок СОД, які висловлюють занепокоєння щодо церковної політики та доктрини. Проте будь-які члени, які публічно вважаються опозиційними щодо поточної структури церкви, підлягають церковній дисципліні, включаючи відлучення від церкви за віровідступництво.

## Фундаменталістичні групи
Фундаменталісти мормонів — це групи або окремі особи, які відірвалися від домінуючої форми мормонізму, практикованого Церквою Святих Божих. З середини 19-го століття було створено численні фундаменталістичні секти, багато з яких розташовані в невеликих, згуртованих і ізольованих громадах на заході США, західній Канаді та Мексиці. Мормонські фундаменталісти виступають за повернення до мормонських доктрин і практик, які, на їхню думку, були помилково залишені, наприклад, множинний шлюб, закон посвячення, доктрина Адама-Бога, патріарше священство, елементи мормонського ритуалу ендавменту та часто виключення чорних зі священства.
Багатошлюбність зазвичай вважається найбільш центральною та важливою доктриною, що відокремлює фундаменталістів від основного мормонізму. У фундаменталістських групах мормонів зазвичай очікують або заохочують жінок дотримуватись дуже патріархального погляду на жіночі ролі та діяльність і, у багатьох випадках, брати участь у багатодітному шлюбі.
Незважаючи на те, що від жінок у фундаменталістських групах часто очікують, що вони будуть виховувати дітей та виконувати інші домашні обов'язки, невірно вважати, що всі жінки в полігамних стосунках у фундаменталістських групах мормонів безсилі. Жінки-мормонки у фундаменталістських групах сприймають свої гендерні ролі інакше, ніж жінки в церкві СПД. У фундаменталістських сектах секс розглядається як необхідне зло для розмноження. Жінки, які мають менструацію, лактацію або вагітні, не повинні займатися сексом зі своїми чоловіками. :20Одна жінка-фундаменталістка сказала, що оскільки в її чоловіка були інші дружини, вона не відчувала тиску щодо сексуального задоволення чоловіка. Жінки-фундаменталістки допомагають своїм чоловікам шукати інших дружин, і багато хто каже, що для їхніх чоловіків шукати дружину, не порадившись з існуючими дружинами, було б схоже на невірність. :21Деякі дружини в полігамних шлюбах почуваються ближче до своїх сестер, ніж до своїх чоловіків. У деяких полігамних стосунках дружина підтримує стосунки свого чоловіка з іншими його дружинами, заохочуючи чоловіка проводити з ними час. Дружини-сестри допомагають одна одній у вихованні дітей, приготуванні їжі та інших домашніх справах. Жінки в полігамних стосунках мають власні спальні, а до їхніх чоловіків ставляться як до відвідувачів. Сестри-дружини також часто контролюють фінанси сім'ї. :22–24
Дослідження, які вивчали досвід жінок-фундаменталісток, не розглядали неповнолітні шлюби, які, на думку авторів, були окремою темою. :22–25У 2008 році поліцейський рейд у комплексі ФСОД Texas виявив, що 12 дівчат потрапили в шлюб до 16 років і постраждали від сексуального насильства.

## Фактори, що впливають на психічне здоров'я
Жінки-мормонки не частіше, ніж інші жінки, відчувають депресію, однак жінки-мормонки, які переживають депресію, мають особливі проблеми. Дисертація Марлін Вільямс 1993 року виявила кілька відмінностей у тому, як мормонські жінки переживають депресію. У порівнянні з жінками-протестантками з легкою депресією жінки-мормонки з легкою депресією відчували більше провини та самозвинувачення, брали на себе відповідальність за поведінку інших і залежали від схвалення інших. :48Порівняно з мормонськими жінками без депресії, мормонські жінки з легкою депресією частіше мали рольові конфлікти та відчували, що їхня гендерна роль обмежує їх поведінку. :51Дослідження 1984 року, проведене Девідом Спендлавом, виявило, що погане здоров'я, низький дохід, низька освіта та менш сприйнята турбота з боку подружжя позитивно корелювали з депресією у жінок СОД у Юті. :491У 1984 році Спендлав також виявив, що для жінок у штаті Юта у жінок, які працюють, „вищий ризик депресії“, ніж у тих, хто не працює. :494
Інші дослідження вивчали окремі підгрупи мормонських жінок. Дослідження, проведене Енн Прітт у 1998 році, виявило, що мормонські жінки, які зазнали сексуального насильства, частіше відчували віддаленість від Бога, звинувачували себе в поганих речах, які з ними трапляються, і були більш песимістичними в цілому порівняно з мормонськими жінками, які не зазнавали сексуального насильства (обидві сторони отримали консультацію в певний момент). Інше дослідження, проведене Якобсеном і Райтом у 2014 році, показало, що мормонки, які відчувають потяг до осіб своєї статі, відчувають ізольованість і нікчемність і потребують формування позитивної самоідентифікації.